# Felix Anton Scheffler
Felix Anton Scheffler (Mainburg, 29 agosto 1701 – Praga, 10 gennaio 1760) è stato un pittore tedesco.

## Biografia
Apprese i primi rudimenti di pittura da suo padre insieme con suo fratello Christoph Thomas: nel 1720 divenne allievo di Cosmas Damian Asam a Monaco di Baviera e attorno al 1726 studiò a Stoccarda con Johann Friedrich Grooth.
Decorò la reggia di Durlach, capitale del margraviato di Baden-Durlach, e il palazzo episcopale di Worms per conto del principe-vescovo Francesco Luigi del Palatinato-Neuburg.
Fu chiamato in Slesia dai canonici della Santa Croce per decorare la loro chiesa a Neiße. Si stabilì quindi a Breslavia, dove fu nominato pittore di corte dal cardinale Philipp Ludwig von Sinzendorf, principe-vescovo di Breslavia. Lavorò anche in Boemia e Moravia.
Alla morte del fratello, tornò in Baviera per completare i suoi dipinti per l'abbazia di Ettal.